# Balacra flavimacula
Balacra flavimacula là một loài bướm đêm thuộc phân họ Arctiinae, họ Erebidae.